# 溫秦明耶沙
溫秦明耶沙（發音：[wùɴ zɪ́ɴ mɪ́ɴ jàzà]；1347年或1348年—1421年），或稱明耶沙（မင်းရာဇာ，發音：[mɪ́ɴ jàzà]）、坡耶沙（ဘိုးရာဇာ，發音：[pʰó jàzà]），本名額尼奧（ငညို，發音：[ŋə ɲò]），他是緬甸阿瓦王國首相，任職於1379年（或1380年）至1421年間，輔佐了明基蘇瓦紹蓋、德勒帕耶、明康三位阿瓦國王。

## 生平

### 早年
額尼奧出生於溫秦的平民家庭，自幼聰穎過人，尤好鑽研碑銘、手稿、古蹟圖文方面的學問，並以此聞名鄉里。1368年，阿瓦國王明基蘇瓦紹蓋率眾來到密鐵拉地區修繕密鐵拉湖的堤岸。明基蘇瓦紹蓋對堤岸上一個納神龕中的少婦金像起了興趣，向附近村民詢問其由來。村民皆不知，推薦國王向博學的額尼奧問詢。隨後，額尼奧應詔前來，向國王解釋此像是蒲甘王朝國王阿奴律陀所捐，以紀念一逝於此處的妃子，並推斷堤岸下應該還埋有另一少婦金像。明基蘇瓦紹蓋使人掘之，果如其言。額尼奧因此得到明基蘇瓦紹蓋的賞識，成為阿瓦宮廷的一員。

### 明基蘇瓦紹蓋時期
1370年（或1371年），北方撣族地區的孟養與戛里互相征伐，額尼奧向明基蘇瓦紹蓋建言，應等待雙方兩敗俱傷後，阿瓦再行出兵收漁翁之利。明基蘇瓦紹蓋聽從了他的建議，順利降伏了兩邦。阿瓦扶植的孟養詔法在阿瓦軍離開後就被推翻，明基蘇瓦紹蓋想再度出征孟養。額尼奧向他建言，阿瓦不應過度擴張，應以易守難攻的眉都作為北方疆界，明基蘇瓦紹蓋聽從了他的建言。1372年至1373年，木撣南征眉都，阿瓦軍成功擊退敵軍並取得決定性的勝利，此後的十四年間木撣軍不再南下劫掠。
額尼奧得到明基蘇瓦紹蓋的信賴，參與了明基蘇瓦紹蓋全部的重要決策。1379年（或1380年），明基蘇瓦紹蓋將額尼奧升為首相，並賜與其明耶沙的頭銜。溫秦明耶沙的建言也不總是正確的，他曾支持以紹梅（Saw Me）為阿臘干國王的提案，紹梅卻只是個不適任的暴君，於1385年（或1386年）被趕出阿臘干。溫秦明耶沙也曾建議明基蘇瓦紹蓋接受苗妙總督勞驃的邀約、進攻勃固王國，導致1385年至1391年三次失敗的征伐。

### 德勒帕耶時期
1400年，德勒帕耶繼位，溫秦明耶沙作為首相輔佐新王。德勒帕耶後被太公總督梯訶波帝暗殺。梯訶波帝自立為王，被溫秦明耶沙為首的阿瓦廷臣反對。溫秦明耶沙等人處死了梯訶波帝，擁立明康繼位。明康順利即位後，繼續以溫秦明耶沙為首相，並以溫秦明耶沙的兒子、女婿為地方總督。

### 明康時期
溫秦明耶沙輔佐明康艱難地抵禦了勃固國王羅娑陀利於1401年至1402年間的進攻，並於1403年率領使節團前往勃固進行停戰談判。溫秦明耶沙在勃固度過五個月的時光，勃固國王羅娑陀利對睿智的溫秦明耶沙青睞有加，以一勃固大臣之女與其婚配。溫秦明耶沙在其著作中曾提及其與勃固大臣梯訶波帝（သီဟပတေ့）的即興哲學辯論，溫秦明耶沙持延遲享樂的論點，梯訶波帝則是支持及時行樂。在守禮、互敬的辯論過後，溫秦明耶沙甘拜下風。
溫秦明耶沙曾率使節團取得錫箔（1404年至1405年）、洋檜（1405年至1406年）、孟養（1406年至1407年）詔法的臣服。明康也聽從溫秦明耶沙的建言，分別任命格禮傑當紐與苗拉出任戛里與孟養的詔法。
1406年，在王子明耶覺蘇瓦成功征伐阿臘干之後，明康在決策上逐漸更依賴其子明耶覺蘇瓦。在明康立明耶覺蘇瓦為王儲後，溫秦明耶沙曾試圖安撫王弟帝陀的憤怒情緒，卻失敗了，帝陀於1407年叛往南方的勃固王國。1408年，在勃固國王羅娑陀利征服阿臘干並將明康的女兒修畢占他奪入後宮之後，明康無視了溫秦明耶沙待雨季結束後再行出征的建議，親率大軍南征，此次戰事以阿瓦的慘敗告終。據緬甸史書記載，溫秦明耶沙曾勸明康恢復其寵妃信菩彌的地位，明康因懷疑信菩彌與象伕有染而降低其在後宮的等級。明康聽從了建言，恢復了信菩彌的地位，信菩彌因此贈送溫秦明耶沙許多奢華的禮物。這是緬甸正史對溫秦明耶沙的最後一處提及，另有一緬甸政書提及溫秦明耶沙在1413年（或1414年）還曾有對國王的進言。溫秦明耶沙逝世於1421年，享年七十三歲。